# Kabinett Camphausen-Hansemann
Das Kabinett Camphausen-Hansemann bildete vom 29. März bis 20. Juni 1848 das von König Friedrich Wilhelm IV. berufene preußische Staatsministerium. Es handelt sich dabei um eine im Zuge der Märzrevolution eingesetzte Märzregierung, die mit dem Ziel liberaler Reformen und der Schaffung einer Verfassung für Preußen antrat. Sie geriet mit ihrem vermittelnden Kurs dabei sowohl in Gegensatz zum König als auch zur Preußischen Nationalversammlung und musste nach dem Berliner Zeughaussturm gescheitert zurücktreten. Die Minister führten ihre Tätigkeit bis zur Bildung der Regierung Auerswald-Hansemann am 25. Juni 1848 fort.
| Amt                                                    | Name |
| ------------------------------------------------------ | --- |
| Ministerpräsident                                      | Ludolf Camphausen |
| Äußeres                                                | Heinrich Alexander von Arnim-Suckow, 29. März – 19. Juni 1848 Alexander von Schleinitz, ab 19. Juni 1848                                           |
| Finanzen                                               | David Hansemann |
| Geistliche, Unterrichts- und Medizinal-Angelegenheiten | Maximilian von Schwerin-Putzar |
| Handel, Gewerbe und öffentliche Arbeiten               | Robert von Patow, ab 17. April 1848 (interim) |
| Justiz                                                 | Wilhelm Bornemann |
| Inneres                                                | Alfred von Auerswald |
| Krieg                                                  | Karl von Reyher, 29. März – 26. April 1848 (interim) August von Kanitz, 26. April – 16. Juni 1848 Ludwig Roth von Schreckenstein, ab 16. Juni 1848 |